# Luegallee
Die Luegallee ([ˈluːk-], benannt nach dem Industriellen Heinrich Lueg) ist eine rund einen Kilometer lange, 35 Meter breite und von Platanen gesäumte Straße. Sie befindet sich im linksrheinischen Stadtteil Oberkassel der nordrhein-westfälischen Landeshauptstadt Düsseldorf.
Die Luegallee beginnt am Luegplatz kurz hinter der Oberkasseler Brücke und führt schnurgerade in westlicher Richtung über den Barbarossaplatz bis zum Belsenplatz. Sie wird von einer viergeschossigen Bebauung gefasst und somit zusätzlich betont. Auf zwei Drittel der Strecke befindet sich die St. Antoniuskirche, ein Solitärgebäude, das neben dem Rathaus Oberkassel mit der Bezirksverwaltung des Stadtbezirks 4 am Werner-Pfingst-Platz eine Sonderstellung im stadträumlichen Gefüge einnimmt. Der Barbarossaplatz ist darüber hinaus ein Doppelplatz, der von der Luegallee mittig durchschnitten wird. Unterhalb des Luegplatzes befindet sich der Haupteingang zur jährlich stattfindenden Größten Kirmes am Rhein.

## Geschichte

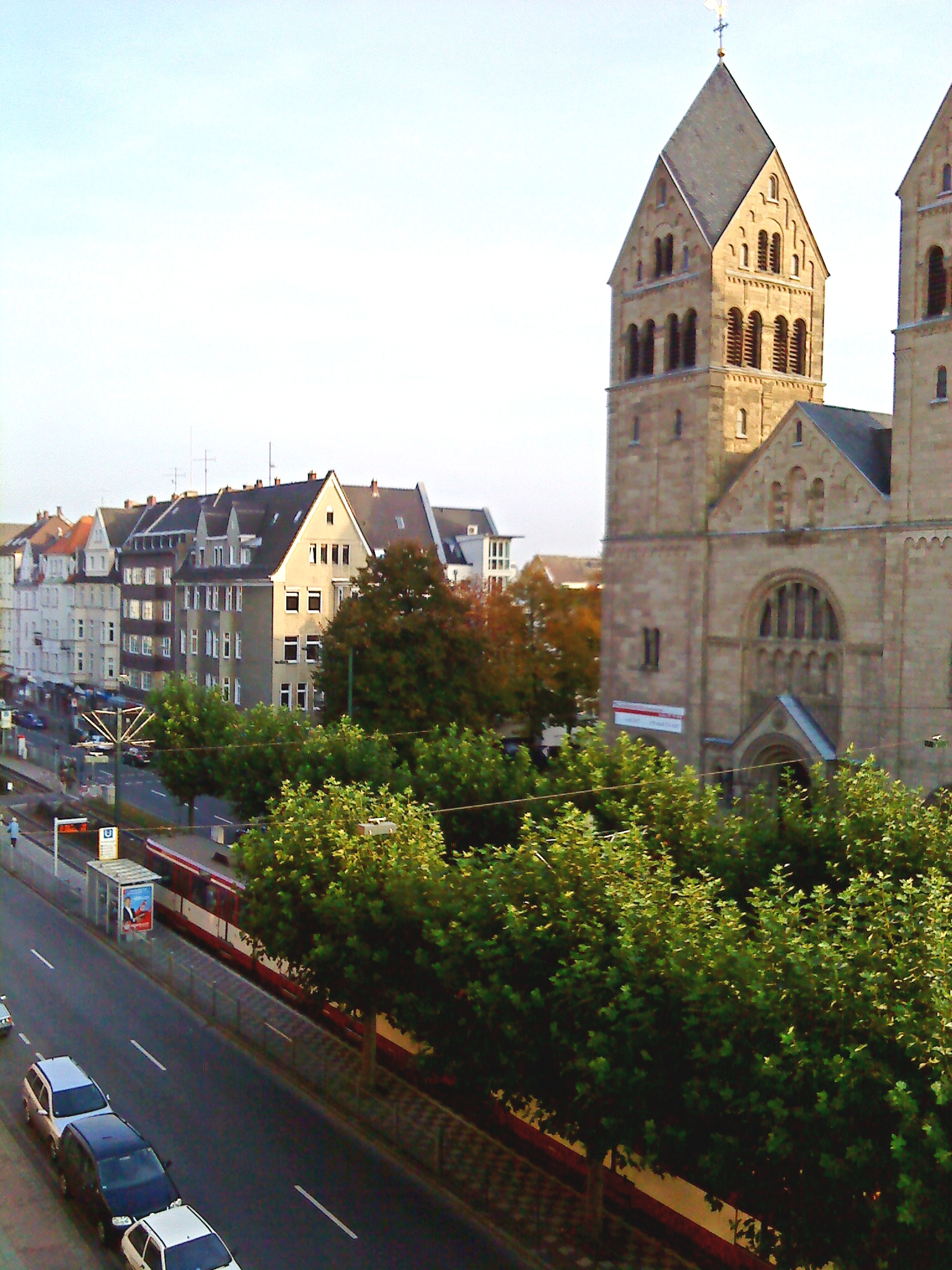
Die Stadtbahnhaltestelle „Barbarossaplatz“ an der Luegallee

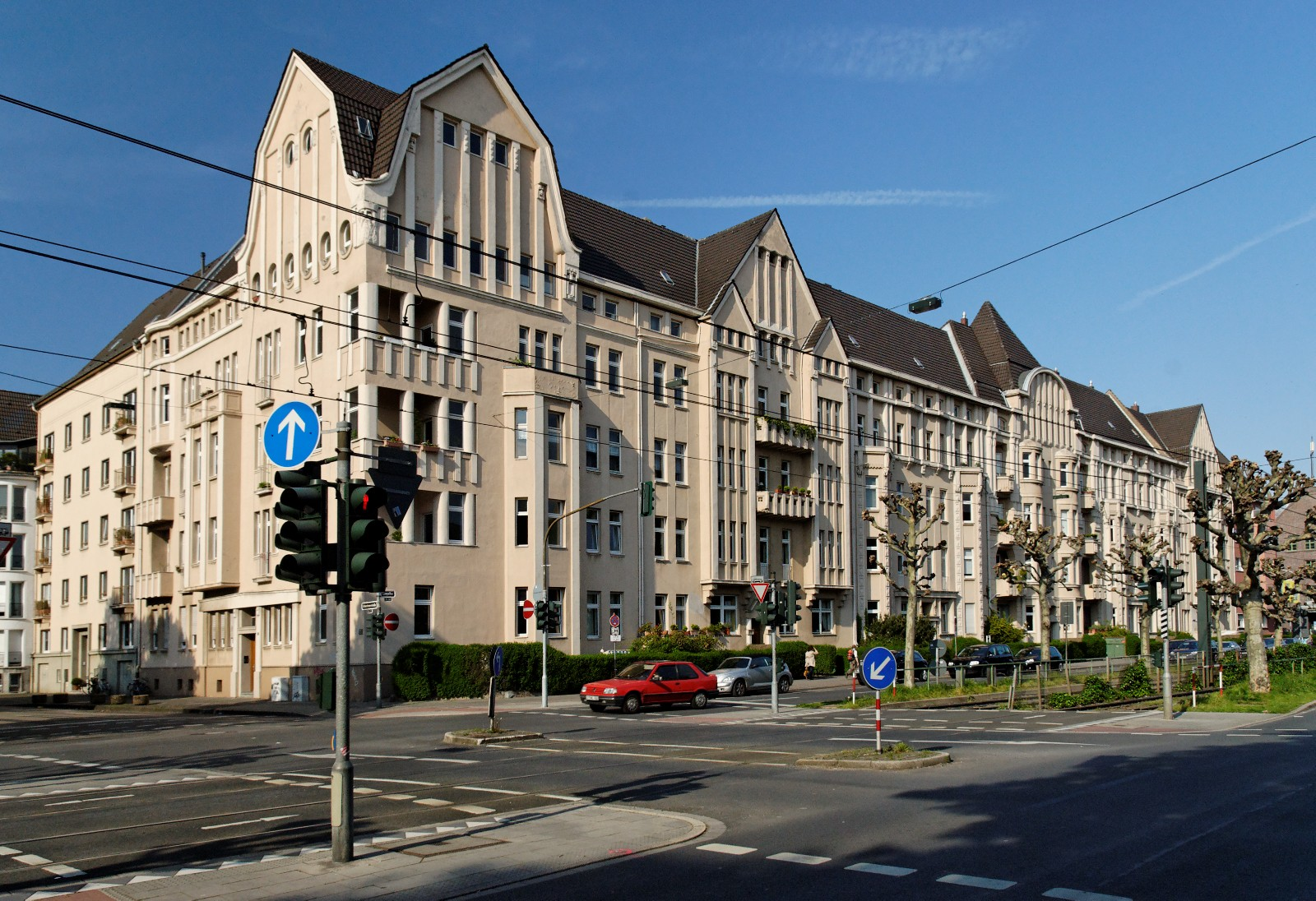
Kyffhäuserblock

Auf Karten aus den 1890er Jahren finden sich Bezeichnungen wie „Chaussee von Neuss“ oder auch „Chaussee von Crefeld“. Die Luegallee wurde am 17. Juli 1909 eingeweiht. Sie entstand im Rahmen eines städtebaulichen Entwicklungsprojektes, das den Bau der Kleinbahnstrecke von Düsseldorf-Oberkassel nach Krefeld durch die Rheinbahn begleitete. Oberkassel war von vorneherein als großbürgerliches Viertel angelegt, wobei die Luegallee die zentrale Verkehrsachse und Einkaufsstraße bildete. Zwischen 1909 und 1910 wurde die Antoniuskirche errichtet. Noch in der Zeit vor dem Ersten Weltkrieg entstanden großzügige Wohnblocks, wie z. B. 1912 der „Kyffhäuserblock“. In den ersten Wochen nach Ausbruch des Ersten Weltkrieges am 1. August 1914 war die Luegallee Schauplatz der Verabschiedung der an die Front ausrückenden Soldaten.
Im Rahmen der nationalsozialistischen Planungen zur „Gauhauptstadt Düsseldorf“ war die Luegallee als eine Grünanlage inmitten einer neu zu errichtenden „Kraft-durch-Freude-Stadt“ vorgesehen. Sowohl die Planungen der Nationalsozialisten als auch den Bombenkrieg überstand die Luegallee, genauso wie Oberkassel insgesamt, weitgehend unbeschadet. Als am 3. März 1945 amerikanische Panzer auf der Luegallee vorrückten, sprengten deutsche Truppen sämtliche Rheinbrücken, darunter auch die damals „Skagerrak-Brücke“ genannte Oberkasseler Brücke. Damit waren die Luegallee und das linksrheinische Düsseldorf zum ersten Mal seit 1898 verkehrstechnisch wieder von den rechtsrheinischen Teilen der Stadt getrennt. Ende 1945 wurde eine instabile Pontonbrücke und 1948 ein Provisorium eingerichtet, welches fast drei Jahrzehnte überdauerte. Erst 1976 wurde die heutige Brücke in Betrieb genommen. 1980 wurde das Theater an der Luegallee von Isolde Rasem mit knapp 100 Plätzen gegründet. Es entstand aus einem ehemaligen Möbellager.
Die Luegallee ist heute ein verkehrsreicher Großstadtboulevard mit einem großen Waren- und Dienstleistungsangebot sowie zahlreichen Restaurants, meist auf die Bedürfnisse der wohlhabenderen Oberkasseler Klientel zugeschnitten.

## Verkehr
Die Luegallee, Hauptachse von Oberkassel, besteht beidseitig mit jeweils über 8 m breite Fahrspuren mit jeweils einer Spur für Kraftfahrzeuge und eine Spur für Fahrräder. In der Mitte der Straße verkehren die Linien U70, U74, U75, U76 und U77 der Stadtbahn.
Diese halten an den auf der Luegallee liegenden Haltestellen Luegplatz, Barbarossaplatz und Belsenplatz.
Bis Mitte 2023 war die Straße zweispurig und nur einem Fahrradweg auf dem Gehweg in westliche Richtung.